# Stora Eketången
Stora Eketången är en sjö i Vara kommun i Västergötland och ingår i Göta älvs huvudavrinningsområde. Sjön har en area på 0,0501 kvadratkilometer och ligger 116 meter över havet. Sjön omges av våtmark, avverkningar, skog och jordbruksmark. Riksväg 47 passerar sjön.

## Delavrinningsområde
Stora Eketången ingår i det delavrinningsområde (645894-134305) som SMHI kallar för Ovan Härebäcken. Medelhöjden är 108 meter över havet och ytan är 73,21 kvadratkilometer. Räknas de 20 avrinningsområdena uppströms in blir den ackumulerade arean 618,02 kvadratkilometer. Lidan som avvattnar avrinningsområdet har biflödesordning 2, vilket innebär att vattnet flödar genom totalt 2 vattendrag innan det når havet efter 232 kilometer. Avrinningsområdet består mestadels av skog (33 %), öppen mark (11 %) och jordbruk (53 %). Avrinningsområdet har 0,16 kvadratkilometer vattenytor vilket ger det en sjöprocent på 0,2 %. Bebyggelsen i området täcker en yta av 0,53 kvadratkilometer eller 1 % av avrinningsområdet.

## Galleri

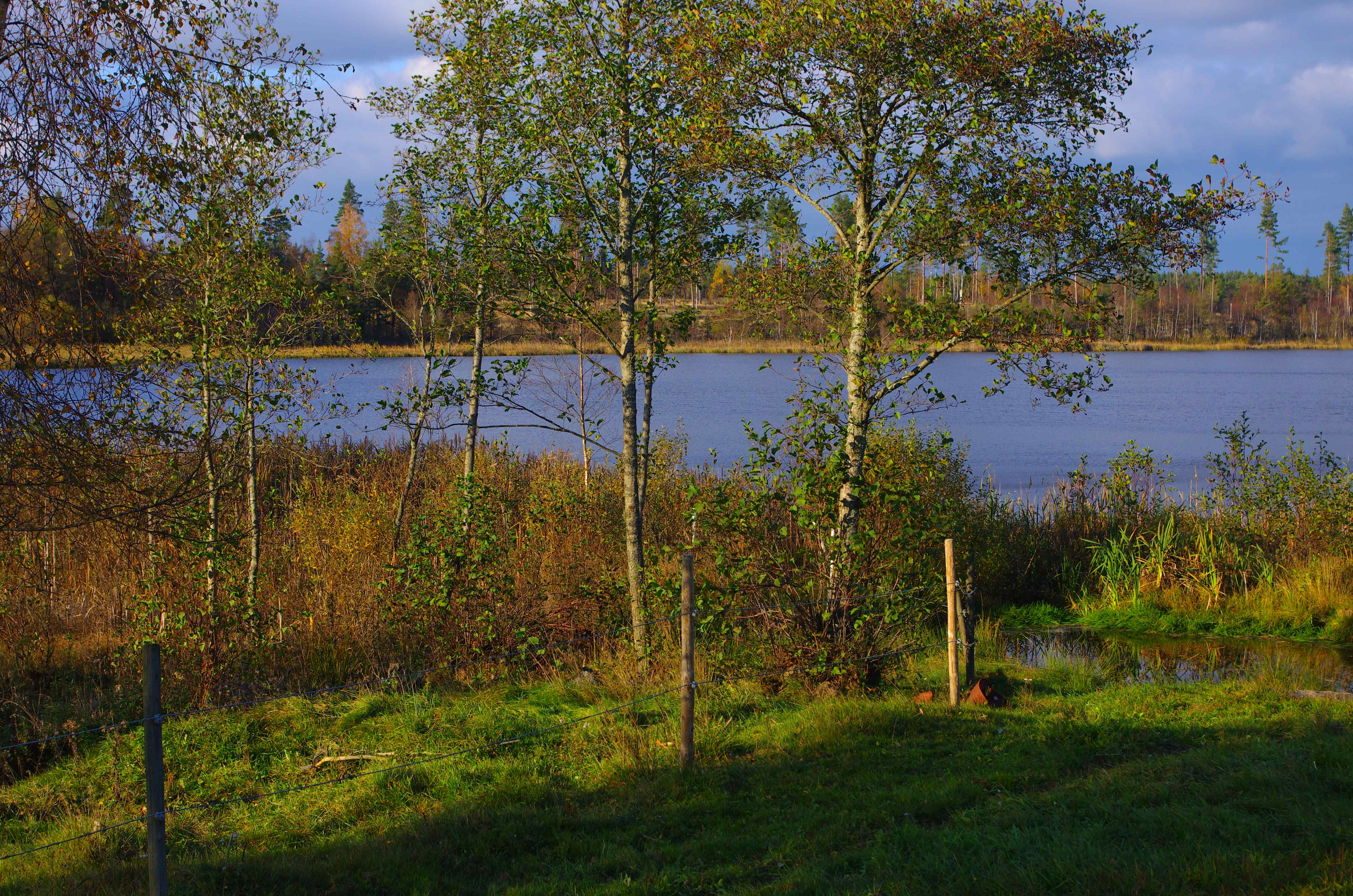
Stora Ektången hösten 2014.
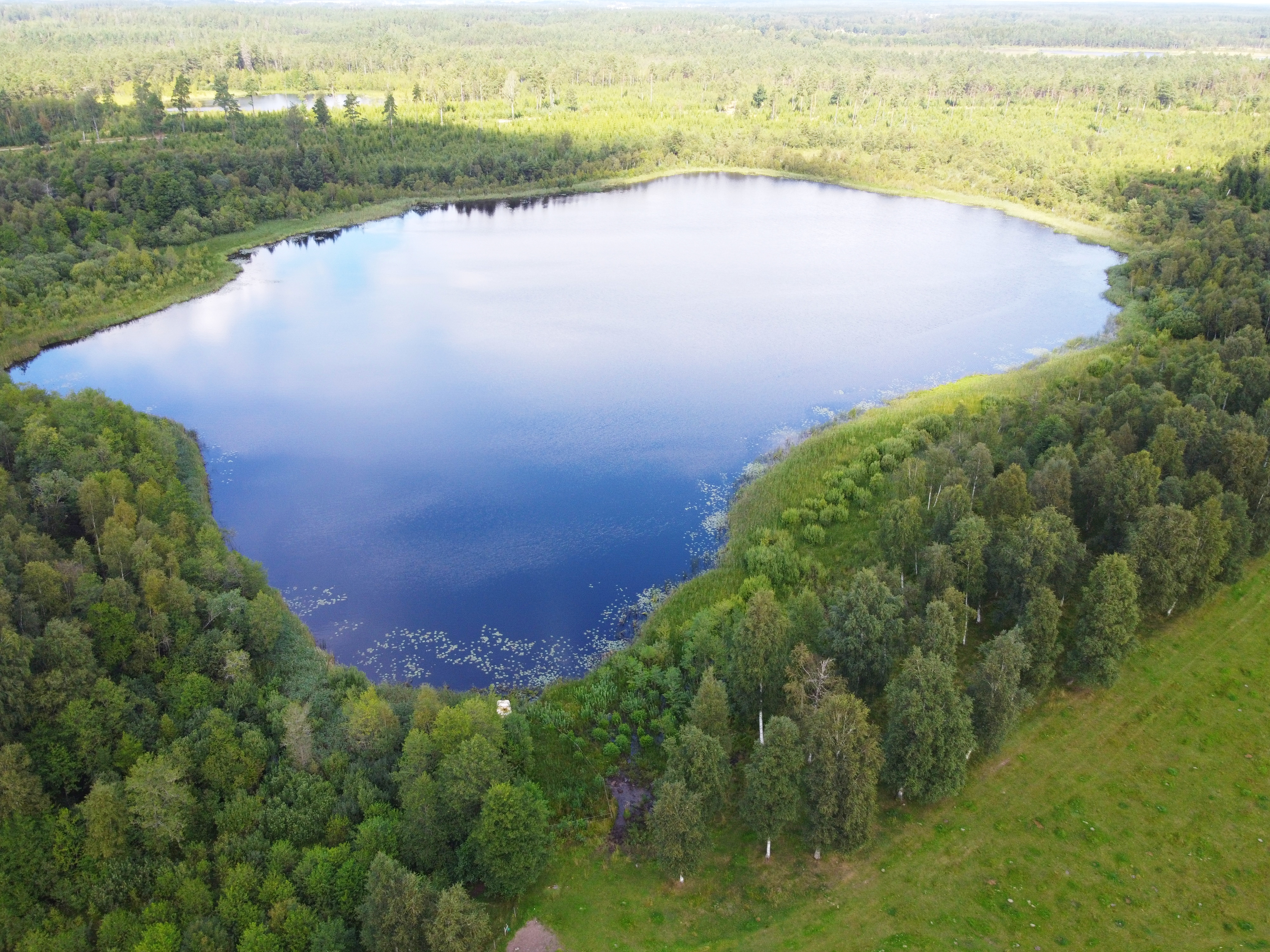
Stora Eketången sommaren 2024.